# Coldplay
Coldplay és un grup de música anglesa d'estil post-britpop i rock alternatiu formada l'any 1997 a Londres. Els seus membres són: Chris Martin (cantant, guitarra i teclats), Jonny Buckland (guitarra), Guy Berryman (baix) i Will Champion (bateria). Al director creatiu i anterior mànager de la banda, Phil Harvey, considerat el cinquè membre de la banda.
Sota les influències d'U2, Pink Floyd, a-ha, R.E.M., Echo & the Bunnymen, Bob Dylan, The Flaming Lips, foren comparats inicialment amb bandes com Radiohead, Oasis, Jeff Buckley, Travis i Kate Bush. Van aconseguir l'èxit mundial ja amb el primer àlbum llançat el 2000. Des de llavors han publicat vuit àlbums d'estudi amb els quals han aconseguit nombrosos i importants premis musicals i han venut més de 100 milions de discs arreu del món, esdevenint una de les bandes amb més vendes a nivell mundial. La seva música es caracteritza per unes lletres molt introspectives.
Malgrat la gran popularitat de Coldplay, la banda va set prudent respecte de com la seva música es feia servir als mitjans de comunicació. La banda va permetre que la seva música es fes servir a pel·lícules, televisió i propagandes, com ara el tràiler de Peter Pan, la gran aventura. No obstant això, Coldplay va estar molt en contra de l'ús de la seva música per a promocionar productes. La banda rebutjà ofertes milionàries de diverses empreses de refrescs. En Chris Martin digué: "No podríem viureé si venguessin els significats de les cançons d'aquesta manera". A patir del llançament de l'àlbum A Rush of Blood to the Head, Coldplay també va participar activament en causes socials i polítiques. Varen ajudar en la campanya Oxfam's Make Trade Fair i d'Amnistia Internacional. La banda va tocar en projectes de caritat com ara Band Aid 20, Live 8 i contra la guerra d'Iraq, l'any 2003, i va donar suport al candidat demòcrata John Kerry a les eleccions presidencials estatunidenques de l'any 2004. El baixista Guy Berryman digué "Tu pots fer que la gent s'adoni de certs temes. Elaborar aquests temes no és gaire esforç per a nosaltres, però si poden ajudar aleshores nosaltres els farem". Altres interessos de la banda són la filantropia i l'activisme polític, donant suport en diversos projectes humanitaris i donant el 10% dels beneficis en tasques caritatives.

## Història

### 1996–1999: Formació i primers anys
Chris Martin i Jonny Buckland es van conèixer durant la seva setmana d'orientació a l'University College de Londres, el setembre de 1996. La parella va començar a compondre les seves primeres cançons junts a principis de 1997 i assajaven cada nit. Guy Berryman va ser el tercer membre que es va unir a la banda en els mesos següents i van gravar diverses maquetes sense bateria, anomenant-se Big Fat Noises al novembre. El 1998, Will Champion va completar la formació. En 1998, Will Champion va completar la formació i va explicar que Martin, Buckland i Berryman havien anat a casa perquè un company de pis tenia una bateria i era un bon bateria, però no havia aparegut, "així que em vaig dir que ho intentaria".
Will Champion va programar la primera actuació en directe de la banda només uns dies després de formar-ne part. Encara no havien triat un nom propi i es van fer anomenar Starfish per al concert, que es va celebrar el 16 de gener de 1998 a The Laurel Tree, a Camden. Setmanes més tard, es va decidir el nom de Coldplay. El maig de 1998, la banda va publicar Safety, un EP independent finançat per Phil Harvey, amic de Martin de tota la vida. De les 500 còpies impreses, 150 van sortir al mercat. Harvey va vendre la primera al seu company de pis per 3 lliures i la resta es van regalar a segells discogràfics.
Com que Martin es queixava de l'exagerat control que un dels promotors de Camden exercia sobre la banda, Harvey va suggerir que el grup reservés el seu propi concert a Dingwalls, on van aconseguir vendre 50 còpies de Safety. Es considera que va ser llavors quan Harvey va començar a dirigir Coldplay i més tard va abandonar la seva carrera d'Estudis Clàssics al Trinity College d'Oxford per dedicar-s'hi. Es van programar més concerts al llarg de l'estiu, inclosos dos amb Keane. En una ocasió, Martin va convidar a Tim Rice-Oxley a ser el teclista de Coldplay, però "quan en vam tornar a parlar un parell de setmanes més tard, va dir que la resta de la banda no estava disposada a afegir un membre més". El setembre de 1998, van formar part del festival In the City de Manchester i van ser descoberts per la caçatalents d'A&R Debs Wild. Després de Safety van publicar una maqueta en casset amb "Ode to Deodorant" i "Brothers & Sisters".
Wild va informar sobre el grup a Caroline Elleray, de BMG Publishing, i a Gavin Maude, advocat especialitzat en música. El primer va parlar amb Dan Keeling, de Parlophone, però aquest ja n'havia passat. Mentrestant, el segon va parlar amb Simon Williams, de Fierce Panda Records, que alhora ho va comunicar a Steve Lamacq, de BBC Radio. El 3 de gener de 1999, Coldplay es va convertir en el primer grup sense contracte convidat al programa Evening Session de Lamacq. Un mes més tard, van arribar a un breu acord amb Fierce Panda i van tornar a gravar "Brothers & Sisters". Sis discogràfiques més els van oferir un contracte a mesura que creixia la popularitat del grup, però ells volien Parlophone, la qual cosa va portar a Elleray a posar-se en contacte amb Keeling una vegada més. Aquest va canviar d'opinió i l'acord es va signar a Trafalgar Square l'abril de 1999, el mateix mes en què es va publicar Brothers & Sisters com a senzill. Els dies següents van estudiar per als exàmens finals de la UCL.
El 27 de juny de 1999, Coldplay va fer la seva primera aparició al Festival de Glastonbury a la Carpa de les Noves Bandes. Més tard van gravar The Blue Room, del qual es van llançar 5.000 còpies que es van vendre al públic. Les seves sessions estaven pensades originalment per a Parachutes (2000), però van acabar sent tumultuoses ja que Martin i Champion van mantenir acalorades discussions sobre les habilitats d'aquest últim com a bateria: "Tres dies després, els altres ens sentíem fatal, […] li vam demanar que tornés. Em van fer beure molt vodka i suc de nabius per recordar-me que estava desagradable". Després de resoldre les seves diferències, la banda va començar a treballar en democràcia, va establir un nou reglament i va declarar que qualsevol que consumís drogues dures seria expulsat del grup immediatament, una decisió inspirada en grups com R.E.M. i U2.

### 1999–2001:Parachutes
Al març de 1999, Coldplay va començar a treballar en el seu àlbum de debut amb el productor Ken Nelson. Després d'haver publicat tres EPs sense cap hit, van aconseguir el primer èxit important amb el senzill «Shiver», que va entrar en la UK Singles Chart ja al març de 2000. Al juny es va produir el punt d'inflexió del grup quan van llançar el senzill «Yellow», arribant a la quarta posició de la llista britànica de senzills i donant a conèixer el grup al públic. Finalment, al juliol es va publicar el primer àlbum del grup titulat Parachutes, debutant directament al número 1 al Regne Unit. «Yellow» i «Trouble» van tenir molta tirada a les emissores britàniques i estatunidenques, i l'àlbum fou nominat als Premis Mercury. Havent aconseguit l'èxit a Europa, el grup va publicar Parachutes als Estats Units el novembre de 2000. A poc a poc va aconseguir certa importància i fou certificat amb doble disc de platí. La crítica va rebre el disc de forma molt positiva i fou nominat als premis Grammy per millor àlbum alternatiu.

### 2001–2004:A Rush of Blood to the Head
Coldplay va tornar a l'estudi a l'octubre de 2001 per començar a treballar en el nou disc, novament amb Ken Nelson a la producció. A Rush of Blood to the Head fou publicat a l'agost de 2002 acompanyat de tres senzills amb un èxit espectacular a tot el món, «In My Place», «Clocks» i «The Scientist». Seguidament van iniciar una gira mundial incloent diversos festivals, i van aprofitar per enregistrar un DVD i un CD en directe a Sydney. L'àlbum fou guardonat amb el premis Grammy al millor àlbum de música alternativa el 2003 i millor àlbum de l'any el 2004. Els lectors de la revista Rolling Stone van escollir Coldplay com a millor banda de l'any 2003.

### 2004–2006:X&Y

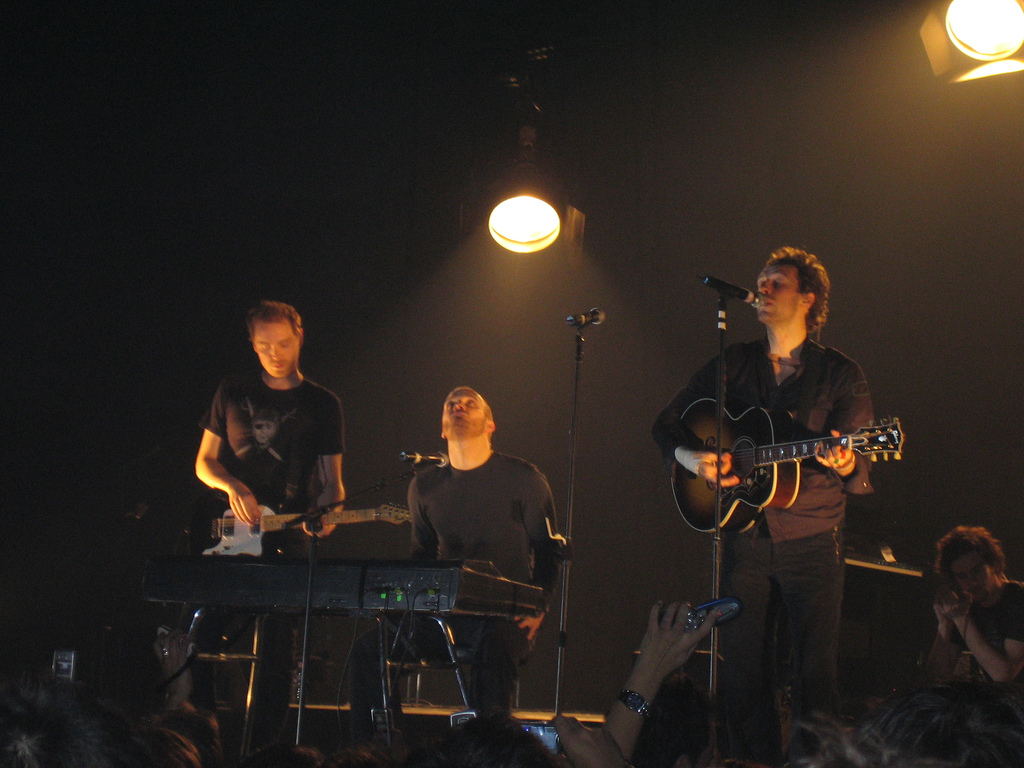
Coldplay live in 2005

Durant tot l'any 2004 van estar aïllats del centre de les mirades, temps en el qual no van enregistrar cap cançó ni van fer concerts per poder-se centrar en la composició del nou treball. X&Y fou publicat el juny de 2005 a Europa. Va debutar en el número u de les llistes d'àlbums en més de vint països i al Regne Unit es va convertir en el tercer àlbum més ràpidament venut de tota la història. Amb unes vendes mundials que superaven els 8 milions, aquest treball va esdevenir el més venut de tot l'any 2005. Tanmateix, la rebuda per part de la crítica fou menys entusiasta que en els àlbums predecessors, encara que continuava sent molt positiva. Novament van patir crítiques per assemblar-se cada vegada més a l'estil musical d'U2.
Entre el juny de 2005 i el juliol de 2006, Coldplay va realitzar una llarga gira mundial i també van actuar en diversos festivals de música. Al setembre van enregistrar una nova versió de «How You See the World» per l'àlbum solidari Help!: A Day in the Life. Al febrer de 2006 van guanyar els premis de millor àlbum i millor senzill en els BRIT Awards.

### 2006–2009:Viva la Vida or Death and All His Friends
A la fi de l'any 2006, els membres de Coldplay van començar a treballar en el seu quart àlbum d'estudi sota la producció de Brian Eno. Fent un descans durant el procés d'enregistrament, al principi de 2007 van realitzar una gira per Sud-amèrica aprofitant l'estança per gravar en esglésies i altres escenaris d'aquests països. Fins a final d'any van continuar la gravació de Viva la Vida or Death and All His Friends.

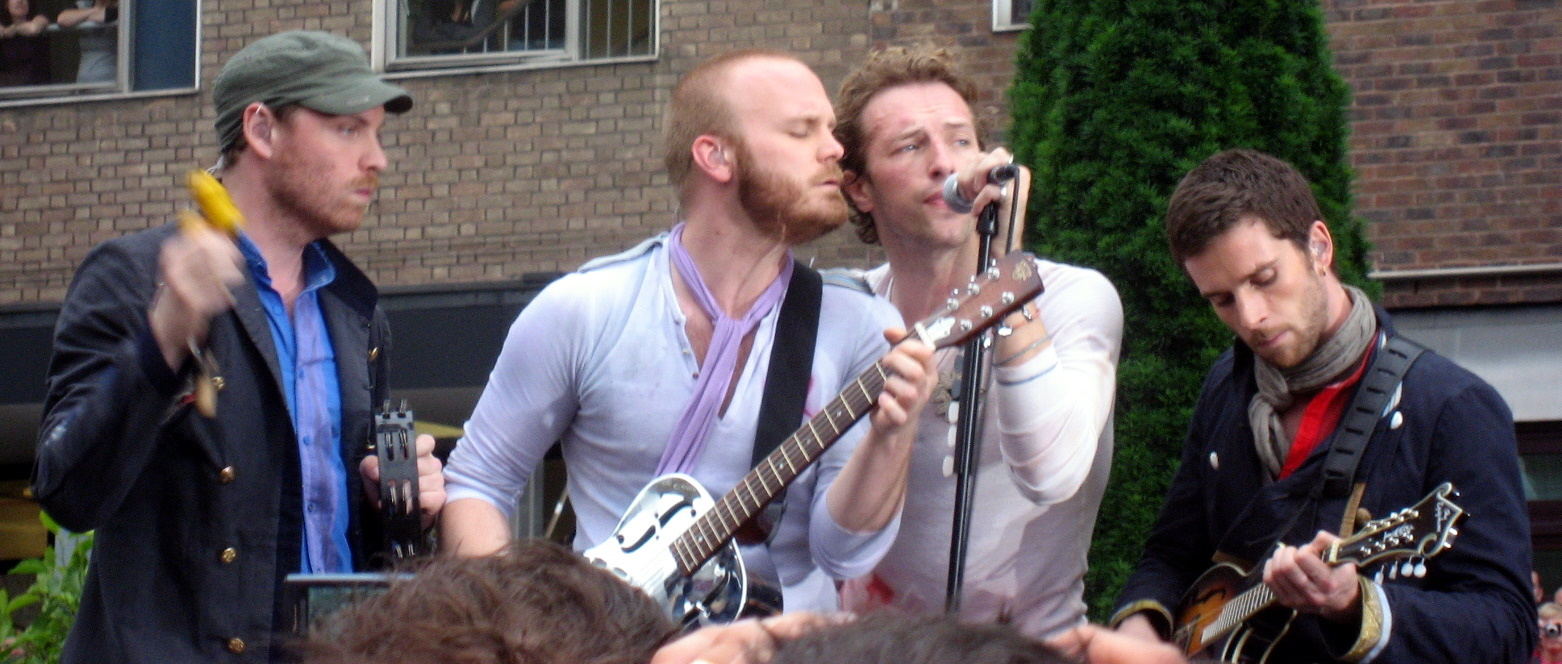
Coldplay tocant en directe a l'exterior del BBC Television Centre durant la gira Viva la Vida Tour al 2008.

Martin va descriure aquest disc com una nova direcció musical de Coldplay, un canvi respecte als tres primers àlbums que referenciava com una "trilogia". Va indicar que hi havia menys falsetto, més riffs de guitarra distorsionada i tons baixos melancòlics. A l'abril es va llançar el primer senzill, «Violet Hill», que obtingué un èxit destacat arreu del món. Posteriorment van llançar «Viva la Vida» exclusivament per iTunes, esdevenint el primer número u a la llista Billboard Hot 100 i el primer número u al Regne Unit basat només en vendes digitals.
El disc es va publicar el 12 de juny de 2008 i en només tres dies va aconseguir la posició més alta de la UK Albums Chart, amb més de 300.000 còpies. A final de mes també va trencar el rècord de l'àlbum més descarregat de la història. A final d'any van acompanyar l'àlbum amb la publicació de l'EP Prospekt's March, que contenia cançons enregistrades mentre treballaven en el Viva la Vida or Death and All His Friends. La cançó «Life in Technicolor II» fou llançada com a senzill al febrer de 2009.
L'àlbum fou guardonat amb tres premis Grammy el 2009 en les categories de cançó de l'any per «Viva la Vida», millor àlbum de rock i millor actuació vocal pop. També fou nominat a quatre BRITs: millor grup britànic, millor concert britànic, millor senzill britànic («Viva la Vida») i millor àlbum britànic, però no va aconseguir cap premi. Al maig de 2009, Coldplay va publicar un CD en directe titulat LeftRightLeftRightLeft, que fou enregistrat durant la gira que van realitzar per Viva la Vida. Aquest CD estava disponible digitalment de franc des del web del grup.

### 2009−2012:Mylo Xyloto
Després de finalitzar la gira de l'inici de l'any 2010 per Llatinoamèrica, Coldplay van començar a treballar en el següent àlbum amb Brian Eno com a productor. Es va comentar que estaven enregistrant algunes cançons en una església del nord de Londres. L'enregistrament del disc va finalitzar a l'inici de l'any següent però van aparcar el llançament de l'àlbum fins a estar totalment acabat i van confirmar la participació en diversos festivals a tot el món durant l'estiu. El 31 de maig de 2011, la banda va anunciar que «Every Teardrop Is a Waterfall» seria el primer senzill del disc i que finalment es publicaria el 3 de juny 2011. En els festivals d'estiu van presentar cinc noves cançons de l'àlbum: «Charlie Brown», «Hurts Like Heaven», "Us Against the World", «Princess of China» i «Major Minus».
El títol de l'àlbum fou anunciat el 12 d'agost mitjançant el seu lloc web oficial, Mylo Xyloto, i també es va indicar que l'àlbum seria publicat el 24 d'octubre. Tanmateix, ja al setembre van llançar el segon senzill «Paradise». Pocs dies després van sortir a la venda les entrades per la gira europea i la demanda fou molt elevada, fins i tot, en alguns llocs es van exhaurir en poques hores. El 19 d'octubre van interpretar diverses cançons en el memorial privat que va realitzar Apple Inc. en honor de Steve Jobs. Posteriorment van rebre diverses nominacions als premis Grammy i Brit, Mylo Xyloto va rebre l'honor de ser l'àlbum de rock més venut al Regne Unit a més de 900.000 unitats mentre que «Paradise» fou el senzill de rock més venut per sobre les 400.000.
Durant diversos concerts es va enregistrar l'àlbum en directe Coldplay Live 2012, que va resultar ser molt venut i sobretot molt valorat pels fans que alguns diuen que recuperava l'entusiasme que els donava el Coldplay de Parachutes i A Rush Of Blood To The Head.

### 2013−2014:Ghost Stories
Durant un concert a Briabane (Austràlia), va anunciar que estarien tres anys sense fer cap cançó, Chris Martin, però llavors ho va desmentir, dient que no anirien a Brisbane durant tres anys com a mínim, i que no hi havia cap raó per afirmar que no farien cançons per tres anys.
El disc s'anomena Ghost Stories i té nou cançons, entre elles els singles Magic i Midnight. El 19 de Maig va ser el dia en el qual Ghost Stories va ser llançat. Al festival iTunes d'Austin, Coldplay va tocar dues cançons noves a part de Magic i Midnight, que van ser Always In My Head i Another's Arms. Durant un petit concert a BBC Radio 2, Coldplay va tocar Oceans que molta gent va dir que s'assemblava molt al seu estil de l'era Parachutes. Altres cançons de l'àlbum han estat tocades a concerts privats.

### 2015−2018:A Head Full Of Dreams
A la fi de 2014, la banda va anunciar que estaven gravant un nou disc que es titularia A Head Full of Dreams. La direcció musical d'aquest disc es va veure amb la cançó «Miracles», un disc més enèrgic i intens. Al març, el productor Rik Simpson, va dir que l'àlbum començava a tenir forma, que el líder Chris Martin en aquell moment estava completant cançons amb molta rapidesa i que la resta de la banda estava aportant moltes idees. Jonny Buckland va dir en una entrevista que no estarien a Glastonbury perquè encara estarien gravant el disc. Finalment el disc va ser publicat al 4 de desembre de 2015. Aquest treball va comptar amb molts convidats especials com Beyoncé, Gwyneth Paltrow, Noel Gallagher, Tove Lo i Barack Obama. Va aconseguir el número 1 en la llista britànica mentre que en molts altres com els Estats Units o Austràlia va arribar al número 2, per darrere de 25 d'Adele. Durant el 2016 van realitzar una gira internacional per tot el món, i van realitzar una actuació especial durant el descans de la Super Bowl 50 juntament amb Beyoncé i Bruno Mars. Van acabar l'any com la sisena banda amb més vendes mundials.
Al febrer de 2017 van publicar una col·laboració amb el duet The Chainsmokers amb la cançó «Something Just Like This», que fou inclosa en l'àlbum Memories...Do Not Open d'aquesta banda. Van interpretar la cançó en la cerimònia dels Brit Awards 2017, i Martin també va cantar una cançó de tribut a George Michael. Llavors Coldplay va anunciar un nou treball en forma d'EP titulat Kaleidoscope que van publicar al juliol del mateix any.
En suport als greus terratrèmols produïts a Mèxic el 19 de setembre, van compondre la cançó «Life is Beautiful», que la van estrenar el 8 d'octubre de 2017 a l'Estadi SDCCU, a San Diego, Califòrnia. Més tard la van cantar al concert solidari Estamos Unidos Mexicanos, a Ciutat de Mèxic. La gira mundial va concloure al novembre havent recaptat més de 523 milions de dòlars, la tercera xifra més alta en la història.
Al novembre de 2018, Coldplay va publicar l'EP Global Citizen – EP 1 sota el nom Los Unidades, que inclou el tema «E-Lo» amb Pharrell Williams i Jozzy. Van dedicar tots els beneficis a la lluita contra la pobresa.

### 2019−2020:Everyday Life
A finals de 2019 van anunciar un nou àlbum d'estudi mitjançant una carta enviada als fans, concretament el vuitè de la seva trajectòria i que van titular Everyday Life. Finalment fou un doble àlbum que van publicar el 22 de novembre de 2019. Per presentar-lo van realitzar un doble concert a Amman (Jordània) que també van emetre via reproducció en línia per YouTube. Coincidint amb els subtítols de cada disc, Sunrise i Sunset, van realitzar els concerts a l'alba i a la posta de sol. La banda va declarar que no realitzar una gira per promocionar l'àlbum perquè estaven ideant una gira sostenible i beneficiosa que encara no havien aconseguit implementar. L'àlbum va debutar directament al capdamunt de la llista britànica esdevenint el vuitè àlbum d'estudi consecutiu de la banda en arribar al primer lloc de la llista britànica.

### 2021−actualitat:Music of the SpheresiMoon Music
A l'abril de 2021, Coldplay va anunciar el llançament d'un nou senzill coincidint amb l'emissió d'un vídeo des de l'Estació Espacial Internacional. Pocs mesos després van anunciar el nou àlbum d'estudi titulat Music of the Spheres que seria publicat a l'octubre de 2021, tot i que diversos senzills s'anirien desvetllant fins a arribar a aquesta data. Al setembre van publicar el segon senzill, «My Universe», una col·laboració amb el grup sud-coreà BTS que va ser un èxit mundial per la repercussió d'ambdues bandes. L'àlbum va arribar al capdamunt de la llista britànica i en els llocs capdavanters de moltes altres llistes mundials. Per aquest treball van aconseguir desenvolupar una gira mundial, anomenada Music of the Spheres World Tour, després de dissenyar diversos plans medioambientals amb la col·laboració d'experts en sostenibilitat per tal de reduir la seva petjada en emissions i contaminació. Aquest treball va rebre diverses nominacions en els premis Grammy, destacant les categories de millor àlbum de l'any i millor àlbum de pop.
Al juny de 2024, Coldplay va anunciar un senzill nou que pertanyia al nou àlbum d'estudi, el desè de la seva discografia, titulat Moon Music. Seguint les seves polítiques de respecte medioambientals, el CD i el vinil d'aquest treball es van fabricar utilitzant policarbonat reciclat i ampolles de plàstic politereftalat d'etilè. L'àlbum va encapçalar les llistes de diversos països importants, destacant el Regne Unit i els Estats Units.

## Estil musical

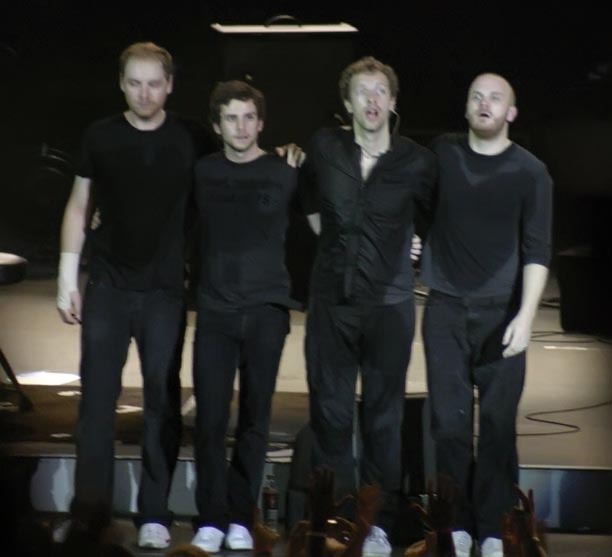
Coldplay al final d'un concert a Kansas.

L'estil musical bàsic del grup és el rock alternatiu, comparat generalment amb els també britànics Radiohead i Oasis.També pertany al post- britpop. En la seva pàgina de Myspace s'autodescriuen com una banda de soft rock molt dur. Les cançons acostumen a ser meditatives i romàntiques que reflecteixen les seves emocions.
L'estil del seu primer àlbum fou descrit com pop melòdic obscur amb riffs distorsionats i percussió xiulant. Del segon es va dir que les cançons tenien melodies exuberants que mostraven un cor trencat però també la confiança adquirida. A X&Y es reflectien els dubtes, pors, esperances i amors de Chris Martin amb una clara influència de Travis. En el darrer treball d'estudi es denota una experimentació en el so, on el so acústic típic es reemplaça per un altre més ric amb un nombre major d'elements com orgues, sintetitzadors i orquestres enteres.
Mylo Xyloto porta un format d'àlbum conceptual de l'amor i la guerra de Viva la Vida. Expandeix l'espectre incloent elements electrònics i acústics, tons optimistes i sent predominantment un àlbum de pop rock, en contrast als treballs previs de el grup. Mylo Xyloto, Ghost Stories i A Head Full Of Dreams van seguir la línia experimental, allunyant-se de rock present en els seus primers treballs.
Ghost Stories va ser considerat més com un àlbum en solitari de Chris Martin que un àlbum de Coldplay. Les seves lletres reflecteixen sentiments de pèrdua, traïció, amargor, solitud i malenconia.
Després del llançament de Everyday Life, això va significar la tornada de Coldplay a el so de rock alternatiu i Art rock. Va explorar sons de Gòspel, Doo-wop i Afrobeat.

### Membres del grup
- Chris Martin: cantant, guitarra i teclats
- Jonny Buckland: guitarra elèctrica
- Guy Berryman: baix
- Will Champion: bateria
- Phil Harvey: director creatiu (reconegut per Coldplay com el seu cinquè membre)

## Activisme

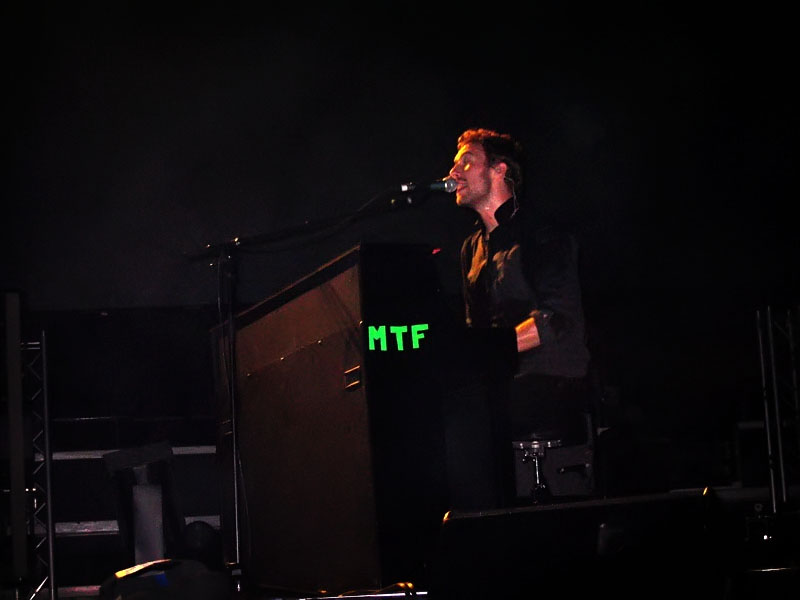
Coldplay a Singapur al Twisted Logic Live (2006).

Malgrat la popularitat aconseguida a nivell mundial, Coldplay sempre ha prohibit que la seva música s'utilitzés per publicitat. Per exemple, han rebutjat contractes milionaris per Gatorade, Cocacola Light o Gap. Martin va explicar que no podrien viure amb si mateixos si venguessin el significat de les cançons d'aquest mode. Coldplay dona suport a Amnistia Internacional i Martin és una de les celebritats que més suport dona a la campanya d'Oxfam Make Trade Fair i, especialment Martin, que és una de les celebritats més visibles en la defensa del comerç just. Per aquest motiu ha aparegut en nombroses campanyes publicitàries d'aquest moviment i també vesteix polseres amb el seu logo durant els concerts de Coldplay. Al llarg de la seva trajectòria, Coldplay ha dedicat un deu per cent dels seus beneficis en obres benèfiques, i també donen la majoria dels regals que reben.
En política, Martin es va oposar a la invasió de l'Iraq de 2003 i va donar suport a les candidatures presidencials dels Estats Units de John Kerry i Barack Obama en les respectives campanyes.
L'any 2010 va realitzar una nova versió de la cançó «A Message» titulada «A Message 2010» en suport a la campanya «Hope For Haiti Now» per les víctimes del terratrèmol d'Haití del 2010. En el 2011 va donar suport a la cançó «Freedom for Palestine» a favor de l'alliberament de Palestina, però van rebre moltes crítiques i el boicot de diverses entitats contràries i Facebook els va retirar l'enllaç a la cançó del seu mur.

## Discografia
- Parachutes (2000)
- A Rush of Blood to the Head (2002)
- X&Y (2005)
- Viva la Vida or Death and All His Friends (2008)
- Mylo Xyloto (2011)
- Ghost Stories (2014)
- A Head Full Of Dreams (2015)
- Everyday Life (2019)
- Music of the Spheres (2021)
- Moon Music (2024)

## Filmografia
- How We Saw the World – Live in Toronto (2006)
- A Head Full of Dreams (2018)
- Everyday Life – Live in Jordan (2019)
- Reimagined (2020)
- Music of the Spheres: Live at River Plate (2023)
- Tutto Passa – A Tribute to Napoli (2024)
- A Film for the Future (2025)

## Gires
- Parachutes Tour (2001)
- A Rush of Blood to the Head Tour (2002-2003)
- Twisted Logic Tour (2005-2006)
- Viva la Vida Tour (2008-2010)
- Mylo Xyloto Tour (2011-2012)
- Ghost Stories Tour (2014)
- A Head Full of Dreams Tour (2016-2017)
- Music of the Spheres World Tour (2022-2023)

## Utilització d'elements audiovisuals

### L'ús dels colors
Des dels seus inicis, Coldplay ha estat una banda caracteritzada per ser propera als seus fans i defensora de causes humanitàries. La seva defensa de la pau, la llibertat, la diversitat i l'acceptació no només es pot veure en les lletres de les seves cançons, sinó que també es pot veure plasmat en la varietat de colors de les portades dels seus discos, principalment en les portades de Mylo Xyloto, X&Y i el seu últim treball A Head Full of Dreams. També trobem aquest ús dels colors en els concerts de la banda i, sobretot, en els videoclips de les cançons «Charlie Brown», «A Sky Full of Stars» o «Hymn for the Weekend», entre d'altres.

### Els concerts
Els concerts, o més ben dit, espectacles de Coldplay congreguen una gran afluència de públic. Aconsegueixen omplir grans estadis de futbol com l'Stade de France a París, o l'Estadi Olímpic Lluís Companys a Barcelona, i en grans ciutats poden arribar a fer tres concerts en una mateixa gira. Al llarg de la seva carrera com a grup han anat canviant la seva proposta d'espectacle, sempre en funció del missatge o idea que han volgut transmetre en cada disc.
La gira de presentació del seu setè àlbum "A Head Full of Dreams Tour", que va començar el 31 de març de 2016, a la ciutat de la Plata (Argentina), ha estat la més rellevant quant a la utilització d'elements audiovisuals.
L'escenari d'aquesta última gira de la banda és un escenari ample, amb dos braços laterals i una passarel·la central allargada fins gairebé el centre de l'estadi, acabant amb un cercle suficientment ample per tocar-hi els quatre membres del grup. L'escenari central hi ha dibuixat al terra el logotip de l'àlbum A Head Full of Dreams. A més a més, també instal·len un escenari alternatiu, més petit, més íntim i amb instruments semi-acústics, que se situa més a prop de les grades dels estadis. La passarel·la central és un element que ajuda a fer visualment més atractiu l'espectacle. En aquesta passarel·la no només balla, canta i es mou el cantant principal del grup (Chris Martin), sinó que també hi han col·locats canons de confeti de colors que es disparen en diversos moments de l'espectacle.
Hi ha tres pantalles grans darrere l'escenari, una de central i dues de laterals, que acostumen a ser circulars, igual que el logo del disc. En aquestes pantalles s'hi projecta imatges en directe dels membres del grup cantant o tocant instruments, imatges del videoclip de la cançó que toquen en aquell moment o imatges realitzades expressament per projectar en els concerts. A l'inici de cada concert es projecte un vídeo a la pantalla central on hi surten parlant fans del grup d'arreu del món posant, una altra vegada, valors com l'acceptació o la diversitat de cultures en el món com a elements de gran importància pel grup. Posteriorment, i just abans de començar amb la primera cançó, pels altaveus s'hi pot escoltar un fragment del famós discurs de Charles Chaplin en la pel·lícula El Gran Dictador, una vegada més, un altre símbol de pau, democràcia, justícia i llibertat.
La il·luminació, normalment, arriba des de grans focus de llum situats a l'escenari. Són llums de diferents colors, alguns són làser, que es modifiquen i es controlen en funció de cada cançó o moment de l'espectacle. Una novetat dels concerts d'aquesta nova gira són les polseres de llum o polseres led o Xylobands que es regalen al públic que assisteix als concerts. Aquestes polseres, controlades pel tècnic d'il·luminació, canvien de color en funció de la cançó, igual que els focus de llum. En la cançó «Yellow», per exemple, la il·luminació de tot l'estadi es canvia a color groc.
Un altre element visualment molt potent és l'espectacle pirotècnic que realitzen en molts concerts quan canten la cançó «Every Teardrop Is a Waterfall».
Ja fa molts anys que les bandes de Pop comercials utilitzen aquests elements audiovisuals perquè l'espectacle no només sigui sonor, sinó visual. Actualment, Coldplay és el grup musical que utilitza de forma més clara tots aquests elements audiovisuals: llums, focs artificials, pantalles grans i confeti, entre d'altres.
El grup també va llançar el 2017 una aplicació per mòbils dedicada exclusivament a la cançó «Hypnotised». És una aplicació on hi apareixen audiovisuals que ajuden a viure la cançó d'una manera diferent a la que estem acostumats.
El 17 d'agost de 2017 Samsung i Live Nation es van unir per retransmetre en realitat virtual un concert en directe de Coldplay. A través de Samsung Gear VR els usuaris van poder veure i escoltar el concert de la banda a Soldier Field (Chicago).

## Guardons
Premis
- 2002: Grammy al millor àlbum de música alternativa
- 2003: Grammy al millor àlbum de música alternativa
- 2009: Grammy al millor àlbum de rock

Nominacions
- 2006: Grammy al millor àlbum de rock
- 2013: Grammy al millor àlbum de rock